# Теллурид мышьяка(III)
Теллурид мышьяка(III) — бинарное неорганическое соединение
мышьяка и теллура с формулой As2Te3,
тёмно-серые кристаллы,
не растворяется в воде.

## Получение
- Сплавление стехиометрических количеств чистых веществ в вакууме:

{\displaystyle {\mathsf {2As+3Te\ {\xrightarrow {381^{o}C}}\ As_{2}Te_{3}}}}

## Физические свойства
Теллурид мышьяка(III) образует тёмно-серые кристаллы
моноклинной сингонии,
пространственная группа C 2/m,
параметры ячейки a = 1,4339 нм, b = 0,4006 нм, c = 0,9873 нм, β = 95°, Z = 4.
Не растворяется в воде и органических растворителях.

## Применение
- Полупроводниковый материал в фотоэлементах и фоторезисторах.